# Cikasungka (Cikancung)
Cikasungka is een bestuurslaag in het regentschap Bandung van de provincie West-Java, Indonesië. Cikasungka telt 11.563 inwoners (volkstelling 2010).